# Дезри Уэст
Дезри Уэст (англ. Desiree West, род. 25 августа 1954, Лос-Анджелес, Калифорния) — американская порноактриса, член зала славы XRCO, «легенда эпохи порношика», одна из первых чернокожих порнозвёзд.

## Биография
Родилась 25 августа 1954 в США. Дебютировала в порнографии в 1974 году и вскоре стала первой чернокожей звездой в индустрии. Снималась для таких студий, как 4-Play Video, Alpha Blue Archives, AVC, Caballero Home Video, CDI Home Video, Metro, Western Visuals и другие. Со слов актрисы, является членом партии чёрных пантер.
В 1997 году введена в Зал славы XRCO. Также ранее одним из первых в зал славы был включён фильм «Женщины де Сада», где Уэст сыграла второстепенную роль девушки на вечеринке.
В 2004 году выпустила сборник своих выступлений Double-D Soul Sister: A Desiree West Collection. Также снималась для мужских журналов, таких как Casanova, Cavalier, Game и Player.
«Официально» ушла из индустрии в 1980 году, но часто возвращалась, снимаясь в одном-двух видео. В общей сложности снялась в 110 фильмах.

## Награды
- 1997 Зал славы XRCO

## Избранная фильмография
- Teenangel (1973)
- Teenage Runaway (1975)
- Carnal Haven (1975)
- Night Pleasures (1976)
- Sweet Cakes (1976) — режиссёр Howard Ziehm
- «Женщины де Сада» (Femmes de Sade, 1976) — режиссёр Алекс де Ренци; фильм одним из первых был включён в Зал славы XRCO
- Teenage Madam (1977)
- «Мир секса» (1978)
- That’s Erotic (1979)
- Ebony Erotica 1 (1985)
- True Legends Of Adult Cinema: The Unsung Superstars (1993)
- Tribute To The King 2 (2002)
- Double-D Soul Sister: A Desiree West Collection (2004)